# Montmoyen
Montmoyen település Franciaországban, Côte-d’Or megyében. Lakosainak száma 72 fő (2022. január 1.). Montmoyen Recey-sur-Ource, Beaulieu, Côte-d'Or, Moitron, Saint-Broing-les-Moines, Terrefondrée, Aignay-le-Duc, Essarois és Mauvilly községekkel határos.

## Népesség
A település népességének változása:
| Lakosok száma | 126  | 109  | 103  | 86   | 92   | 85   | 78   | 74   | 73   | 72   |
|               | 1968 | 1982 | 1990 | 2006 | 2013 | 2015 | 2017 | 2019 | 2020 | 2022 |